# Kiss: Psycho Circus: The Nightmare Child
Kiss: Psycho Circus: The Nightmare Child  é um jogo de ação e tiro 3D com perspectiva de tiro em primeira pessoa lançado em 1999 por uma união comercial entre as empresas Gathering Of Developments Games (vulgo GodGames) e Third Law Interactive, com a autorização oficial da banda Kiss, que era tida como o maior conjunto musical de hard rock da época. Versões oficiais do jogo foram lançadas para PC e Dreamcast; protótipos de versões que seriam para PlayStation e GameBoy Color foram eventualmente canceladas ao longo de sua produção.

## O universo do Psycho Circus e a Criança do Pesadelo
Por milênios incontáveis, desde os tempos mais primordiais, os quatro grandes Reinos - Água, Terra, Ar e Fogo - existem em perfeito, mas delicado, equilíbrio, regendo assim as leis do tempo e espaço. O Psycho Circus era o vínculo natural entre tais Reinos a fim de estabilizar a harmonia do universo, mantendo assim afastado de todos os mundos o maior de todos os males cósmicos - a Criança do Pesadelo. Uma entidade das trevas ainda não nascida, mas que já possui um obscuro poder grande o suficiente para abalar a frágil linha que evita que se traga o colapso ao universo. Cada Reino possui seu próprio Sábio, ou Elder - um Avatara (humano escolhido para ser o guerreiro de seu Reino) que quando veste sua armadura torna-se o próprio Elder, o encarregado de zelar por seu respectivo Reino. Ambos os Avataras e Elders são vigiados e monitorados desde o começo dos tempos por uma poderosa feiticeira vidente conhecida apenas como Madame Raven, tida como Aquela que Observa os 4 Reinos.
Mesmo banida por muitos séculos, a Criança do Pesadelo - uma cria direta do já falecido Senhor dos Pesadelos, entidade negra já vencida há séculos pelos "Quatro Que São Um" - esteve aos poucos espalhando sua nefasta influência negra pelo cosmos, tendo somente os 4 Elders do Psycho Circus como sua maior (e única) linha de oposição. Não bastando arruinar os Reinos protegidos pelo Psycho Circus, esta obscura entidade conseguiu corromper seus Avataras originais - Fortunado L'Etoile, Tiberius MacLir, Matthew Stargrave e Jonathon Blackwell - e torná-los seus maiores seguidores. Sentindo a iminência de um colapso universal, Madame Raven viu-se condicionada a convocar 4 humanos normais para que tornem-se os novos Avataras que irão convocar os poderes dos Elders para assim restaurar os 4 Reinos e assim impedir o avanço malévolo da Criança do Pesadelo...
Utilizando-se da engine LithTech desenvolvida pela empresa Monolith Interactive, que na ocasião considerou revolucionar e inovar o mundo dos jogos modernos de ação em primeira ou terceira pessoa - engine esta também presente em Blood II: The Chosen e Shogo: Mobile Armor Division - KISS Psycho Circus: The Nightmare Child foi aclamado um marco notável na história dos jogos de PC. Os 4 integrantes originais do Kiss - Paul Stanley, Peter Criss, Ace Frehley e Gene Simmons - são colocados como os 4 humanos (Avataras) que irão vestir as armaduras legendárias dos Elders - The Starbearer, The Beastmaster, The Celestial e The Demon - a fim de purgar para sempre todo o mal com que a Criança do Pesadelo ameaça cobrir o universo. Tomando por base o gótico universo Psycho Circus criado e desenhado num estilo próprio do consagrado criador de Spawn, o canadense Todd McFarlane, inclusive utilizando-se o mesmo traço gráfico e ambientação em ambos os trabalhos, KISS Psycho Circus: The Nightmare Child possibilita ao jogador incorporar o estilo hard rock da banda, podendo agarrar-se com chicotes, nadar, combater demônios circenses bizarros, escalar paredões e muitas outras ações típicas de jogos desse mesmo gênero. A trilha sonora inclui grandes sucessos da banda - tais como "Unholy", "Cold Gin", "Childhood's End", "Baby Driver" e "God Of Thunder" - e os inimigos são bem variados, dentre estupidez e inteligência, força e agilidade. Enfim, KISS Psycho Circus: The Nightmare Child agrada a todos, fãs de jogos deste estilo e amantes de hard rock.

## A tela de jogo

### Parte de baixo
É a parte mais importante da tela de jogo. Tem os seguintes dados, da esquerda para a direita:
- Caixa de Estado (State) - aqui é mostrado o tempo de duração de algum item que esteja em uso, bem como de algum estado ou situação específica (como por exemplo, indica o quanto ainda resta de oxigênio caso o personagem encontre-se debaixo d'água ou o tempo de duração de um item que o personagem acabou de ativar).
- Caixa de Quantidade de Saúde (Health) - aqui aparece a quantidade de saúde que o personagem possui, mínimo de 0 e máximo de 100, 150, 200 ou 250, dependendo de quantas partes de armadura estão sob sua posse. Se este número cair a zero, o personagem obviamente está morto.
- Caixas de Armas (Weapon) - estes 6 ícones exibem todas as armas possíveis para aquele personagem. Se o ícone estiver na cor cinza significa que o jogador ainda não tem a arma em questão, mesmo havendo munição para ela. O número abaixo do ícone é a quantidade de munição para a arma. Os ícones 2, 3, 4 e 5 são as armas comuns aos 4 Avataras (Scourge, Zero Cannon, Magma Cannon e Windblade respectivamente), enquanto os ícones 1 e 6 são as armas específicas para o Avatar atual.
- Caixa de Armadura (Armor) - estes 6 ícones exibem quais partes de sua armadura já estão sendo utilizados pelo Avatar. A cada nova parte da armadura obtida aumentam a capacidade de munição das armas, bem como o limite de sua saúde (até 250 de saúde). As armaduras são divididas em 6 partes distintas: luvas, botas, cinto, ombreiras, peito e máscara.
- Caixa de Quantidade de Munição (Ammo) - representa o quanto de poder de tiro ainda resta para a arma em uso agora.
- Caixa de Pista (Clue) - nota-se que quando a mira do mouse (centro da tela) é posicionada sobre algum objeto em específico, ela muda de aspecto, indicando que pode-se interagir com o dado objeto. Aqui se vê a maneira como o jogador deverá interagir com o objeto quando posicionada a mira sobre ele. As interações possíveis são:
  - Acionar - o desenho da mão acionando uma alavanca indica que o objeto visado pode ser "acionado" pelo personagem, como portas, janelas, alavancas etc.
  - Coletar - o desenho de uma mão pegando uma bola vermelha indica que é um objeto, parte de armadura, arma ou de inventário a ser pego. Junto a este desenho da bola vermelha aparece em sua porção superior direita uma pequena janela que explica que tipo de item é, especificamente:
    - Cruz Vermelha - item de cura.
    - Elmo - parte de armadura.
    - Espada - arma.
    - Mandala - elemental (munição para as armas).
    - Raio - item de uso imediato que será útil em sua batalha.

  - Destruir - o desenho de uma mão socando uma tábua de madeira significa que é um objeto que pode - e deve - ser destruído para encontrar algum novo item ou prosseguir na missão.
  - Pendurar-se - caso o jogador tenha em mãos o chicote Scourge, o desenho da mão segurando um chicote simboliza que o objeto pode ser agarrado naquele ponto com o Scourge a fim de subir para alcançar uma área mais alta.

### Parte de cima
A parte superior da tela contém:
- Tabela de dados da missão - fica na parte superior esquerda da tela. Revela, nesta ordem, as quantidades de inimigos mortos, itens coletados, áreas secretas descobertas e a precisão (expressa em percentual) de seus ataques.
- Inventário - fica no centro da parte superior. Quando ativado ele exibe todos os itens que já foram obtidos até agora.
- Tabela de status da missão - fica na parte superior direita e mostra o tempo transcorrido desde o começo da missão e a pontuação por pegar itens e abater seus inimigos.

## Armas
Em todo jogo de ação e tiro, armas não podem faltar jamais. Em KISS Psycho Circus as armas se utilizam dos quatro elementos, cada qual pertence a um elemento diferente. As armas em comum (teclas 2, 3, 4 e 5) são aquelas que existem para os quatro heróis, enquanto as exclusivas são existentes somente para um dado herói e evidentemente são do mesmo elemento de seu portador. Estas armas exclusivas são, respectivamente, a principal (tecla 1) e a suprema (tecla 6) do Avatar.

### Armas em comum
- Scourge (arma 2) - este chicote mágico é uma arma de longo alcance e ótimo poder destrutivo, apesar de sua velocidade deixar um pouco a desejar. Mas o Scourge tem por verdadeira utilidade permitir que seu portador agarre-se em ganchos, galhos ou beiras de plataformas para assim puxar-se para o alto e alcançar locais muito mais altos. Cada ataque com o chicote gasta 3 "tiros", mas a manobra de enlaçar o chicote para subir não gasta sua "munição". Elemento: Terra.
- Zero Cannon (arma 3) - esta arma que faz o papel de "metralhadora" do jogo dispara pequenos - mas pontiagudos - fragmentos de gelo na velocidade da luz, picotando e retalhando tudo o que estiver pela frente. Ideal para lidar com grandes números de inimigos rapidamente. Cada fragmento de gelo disparado consome 1 "tiro". Elemento: Água.
- Magma Cannon (arma 4) - a "espingarda" do jogo é um canhão de aço enferrujado com quatro orifícios. Seu ataque dispara à moda de uma escopeta diversos raios de magma de altíssima temperatura que derretem e atravessam instantaneamente qualquer superfície em questão de picossegundos. Possui precisão impecável e mortal, principalmente em ataques a curta distância. 4 "tiros" são necessários para se usar esta arma. Elemento: Fogo.
- Windblade (arma 5) - esta luva de pulso dispara "mísseis" de energia que causam um dano enorme em tudo aquilo que tocam. Tenha cuidado, pois se você estiver próximo do local do impacto também será afetado e poderá até ser desintegrado vivo pela energia da explosão. Cada "míssil" utiliza 5 "tiros". Assim como o Magma Cannon ela é perfeita para se lidar com muitos inimigos agrupados ou inimigos que possuam grande quantidade de saúde. Elemento: Ar.

### Armas exclusivas
- Thornblade (arma principal do Reino Água) - esta espada vem em conjunto com as Elder Gauntlets (luvas) do The Starbearer. Sua lentidão de ataque é compensada pelo fato desta espada atacar duas vezes e causar um bom dano a quem for cortado por ela.
- Stargaze (arma suprema do Reino Água) - esta estrela mágica emana um enorme feitiço que aniquila até 10 inimigos presentes no raio de visão de seu dono.
- Beast Claws (arma principal do Reino Terra) - são as garras de titânio maciço arrelvadas às Elder Gauntlets (luvas) do The Beast King. Ataca com dois rasgões velozes de pura fúria bestial, não tão fortes porém de ótima velocidade.
- Spirit Lance (arma suprema do Reino Terra) - uma provável referência à mitológica Lança do Destino, citada na Bíblia como a arma que matou Jesus Cristo enquanto ele agonizava na cruz. Esta lança mágica viaja em linha reta a uma enorme velocidade, atravessando e destruindo tudo o que for empalado em sua trajetória, parando somente quando atingir alguma superfície sólida, onde irá cravar-se com grande força.
- Twister (arma principal do Reino Ar) - as Elder Gauntlets (luvas) do The Celestial carregam este poderoso manipulador de raios. Possui um ataque mágico razoavelmente forte e que neutraliza qualquer tentativa de ataque inimigo. Seu maior ponto fraco é o seu curtíssimo alcance.
- Galaxion (arma suprema do Reino Ar) - a arma mais poderosa do Reino Ar cria um tipo de vórtice espacial (um buraco negro) que arrasta e engole tudo o que estiver ao alcance de sua abertura para um espaço inabitável da dimensão. Seu efeito devastador também pode atingir o jogador caso esteja muito próximo da abertura do vórtice.
- Punisher (arma principal do Reino Fogo) - grande machado gótico no formato do baixo de Gene Simmons que acompanha as Elder Gauntlets (luvas) do The Demon. Embora pesado e difícil de manejar, seu golpe violento e devastador destrói inimigos fracos e danifica notavelmente monstros mais fortes.
- Draco (arma suprema do Reino Fogo) - este pequeno canhão de ombro com a aparência da cabeça de um escamoso dragão vermelho cospe um devastador jato de magma líquido para derreter tudo o que estiver em oposição a seu dono. Gasta muito poder do fogo e tem um alcance relativamente curto, mas sua eficácia de combate é incontestável.

## Armadura
Cada Elder é representado por própria armadura, que é sempre igualmente dividida em 6 partes espalhadas em seu respectivo Reino. É necessário coletar todas as 6 partes da armadura para que o herói, de um simples Avatar humano, ascenda o poder necessário para assim restituir o espírito do Elder da respectiva dimensão. Conforme comentado antes, aumenta-se pouco a pouco a quantidade de saúde máxima e a capacidade mágica para as armas.
- Luvas (Elder Gauntlets) - a primeira parte da armadura introduz o Avatar ao poder de seu respectivo Elder, conferindo-lhe a força e resistência sobre-humanos deste, além do direito de coletar itens elementais e utilizar as armas dos Elders. As luvas também possuem fixamente a arma principal de cada Avatar.
- Botas (Elder Boots) - com as botas o Avatar pode pular mais alto, esquivar ataques inimigos e passar por sobre estes com mais facilidade. Depois de pegar as Botas, cada parte de armadura pega aumentará em 100 pontos a capacidade elemental do Avatar.
- Cinto (Elder Belt) - grandemente aumentará a velocidade de corrida do Avatar, possibilitando pulos mais longos e manobras mais efetivas em batalha.
- Colete (Elder Vest) - o colete proporciona maior proeza de ataque a curta distância, pois aumenta ao dobro a força de ataque da arma principal de seu Avatar.
- Peitoril (Elder Plate) - esta proteção de metal maciço, quando colocada no peito de seu portador, acrescenta em mais 100 pontos a saúde máxima do jogador.
- Máscara (Elder Mask) - a última e mais poderosa parte da armadura simboliza a ascensão do Avatar e consequentemente a invocação do espírito do Elder. Com a Máscara o máximo de saúde sobe para 250 e os Hawk Eyes (Olhos de Falcão) tornam-se uma habilidade fixa e permanente.

## Objetos
Eles serão de uso fundamental em todo o seu trajeto para deter a Criança do Pesadelo. Os de uso imediato ativam-se logo ao serem coletados e por isso não aparecem no inventário.

### Objetos de uso imediato
- Saúde (Health) - são uma espécie de líquido azul fumegante. Eles vêm em 3 variedades: tubo de ensaio (que restaura 10 pontos), frasco (vidro de fundo triangular que recupera 30 pontos) e garrafa (vidro de fundo arredondado que repõe 60 pontos).
- Rosa de Sangue (Blood Rose) - adiciona até 100 pontos, para um máximo de 150, 200 ou até 250, dependendo de quantas partes de sua armadura já foram coletadas.
- Ícones Elementais (Elemental Icons) - representam a energia dos quatro elementos da natureza em suas dimensões. Eles servem como munição para as armas dos personagens. Eles vêm em 3 tamanhos, "quadradinho" (10 pontos), cubo (40 pontos) e pentatlo (100 pontos). A cada nova parte da armadura obtida a capacidade de tiro das armas tende a aumentar. Os ícones elementais vêm nas 4 cores: lilás (água), verde (terra), azul (ar) e laranja (fogo).
- Coração do Caos (Chaos Heart) - enquanto durar o seu efeito, o Avatar terá uma força de dano físico muito maior. Se o momento do ataque for combinado com o pulsar do Coração do Caos seu efeito será ainda melhor.
- Feitiço do Anjo (Angel Charm) - por um certo período de tempo, este item tornará o personagem completamente imune a qualquer dano físico ou ataque inimigo. Porém, mesmo neste estado de invencibilidade, uma queda em um grande abismo ainda poderá ser fatal, por isso o jogador é aconselhado a não se descuidar de alturas.

### Objetos de inventário
- Bola de Cristal (Crystal Ball) - este item está sempre em posse do Avatar. É através dela que Madame Raven interage com o personagem, dando-lhe dicas e guiando-o em sua trajetória. A janela da bola de cristal aparece no lado direito da tela enquanto ela fala. Para rever o que Madame Raven disse por último, basta usá-la novamente.
- Caixa-de-Palhaço (Jack In The Box) - aparentemente uma inofensiva caixinha surpresa, é na verdade um perigoso artefato explosivo que aciona automaticamente e detona quando alguém se aproxima dele. Caso saiba que há alguma oposição vindo em sua direção, o Avatar poderá colocar alguns desses em posição para que ele arme e exploda perto do inimigo. O jogador, claro, deverá tomar cuidado para não cair em sua própria cilada.
- Olhos de Falcão (Hawk Eyes) - quando ativo, este item permite enxergar a uma distância maior que o normal. Mas este item possui um tempo certo de duração, e quantos mais desses forem coletados mais tempo seu efeito irá durar. Serve como "alça de mira" para atingir com precisão alvos de longa distância. Uma vez que o espírito do Elder esteja completamente restituído (quando a máscara da armadura já foi coletada) os Olhos de Falcão tornam-se habilidade fixa.
- Panfletos (Pamphlets) - papéis coloridos que guardam informações sobre cinco tópicos do jogo: armaduras, artefatos, inimigos, objetos e personagens. Cada novo panfleto coletado acrescenta alguma nova informação. Panfletos sempre podem ser consultados quando for necessário saber de alguma coisa.
- Diamantes Negros (Black Diamonds) - a energia da fúria se armazena nestes cristais de cor escura, muito comuns pelo jogo. Quando ativados, possibilitam ao jogador ter acesso ilimitado a todos os elementais, ou seja, munição infinita para todas suas armas. Quanto mais diamantes negros forem "utilizados" mais tempo durará seu efeito. O jogador ganha automaticamente um Orbe de Fúria (Rage Orb) a cada 40 diamantes negros armazenados.
- Orbes de Fúria (Rage Orbs) - eles podem ser conseguidos de forma tradicional ou a cada 40 diamantes negros armazenados. Este item possui o efeito "integral" de 40 diamantes negros utilizados, ou seja, munição elemental infinita enquanto durar seu efeito.

## Inimigos
A maioria de seus inimigos eram antes artistas circenses normais - seus antigos amigos de picadeiro - antes de tornarem-se monstruosidades pelo toque obscuro da Criança do Pesadelo. Já os chefes das quatro dimensões são na verdade os 4 Avataras originais dos Elders seculares, e eles são agora servos corruptos da entidade maligna. Agora, como os novos Avataras - futuramente Elders -, os cantores do KISS deverão acabar com o mal da Criança do Pesadelo antes que ela destrua todo o universo. Os inimigos em KISS Psycho Circus são todos baseados em seres do mundo do circo. Nota: aqui estão os inimigos na ordem em que fazem sua estréia pelo jogo, e não na ordem alfabética retratada nos panfletos coletados ao longo da aventura.

### Inimigos normais
- Headless - o inimigo mais básico do jogo. Estes seres sem cabeça possuem braços e pernas terminados em lâminas, as quais usam para locomoção, ataque e defesa. Normalmente atacam em bandos e surgem da Dimensão do Pesadelo por meio de fendas dimensionais repentinas ou gerados pelos Spawners. Elemento: todos.
- Spawner - estes sentinelas das trevas não atacam, mas agem como portais entre a Terra e a Dimensão do Pesadelo conjurando infinitamente hordas de monstros até ser destruído. É sempre mais aconselhável procurar e destruir primeiro estes sentinelas malignos para que deixem de convocar mais invasores. Elemento: Pesadelo.
- Stump - criaturas bípedes que lembram um cruzamento de um cachorro doméstico com um tiranossauro-rex em miniatura. Assim como os Headless, também aparecem da Dimensão do Pesadelo - por meio de rupturas dimensionais ou conjurados por Spawners - em grupos ocasionais e são bastante comuns. Atacam à distância cuspindo bolas de fogo e de perto mordem seus inimigos com seus dentes pontiagudos. Elemento: Fogo.
- Batwings - enxames de asas de morcegos possuídas e afiadas como navalhas, servem mais para distração do que necessariamente para atacar. Elemento: Ar.
- Blademaster - guerreiro antropomórfico com espinhos adornando todo seu corpo. Estes inimigos atiram discos serrilhados que podem perseguir seus alvos em curvas elípticas horizontais e verticais até atingi-los ou cravar-se em obstáculos sólidos. A curta distância, também atacam a socos com os punhais de aço embutidos em suas mãos. Elemento: Ar.
- Arachniclown - um palhaço obeso com pernas de aranha (uma possível referência ao inimigo Arachnotron do jogo Doom). Disparam poderosas descargas elétricas e atacam também a golpes de suas unhas longas. São alvos grandes e de pouca velocidade. Elemento: Água.
- Gasbag - seres flutuantes cuja aparência lembra bonecos inflados a gás que cospem mucos de ácido. Ao serem derrotados, explodem deixando para trás uma mortífera nuvem verde de gases tóxicos que se desfaz depois de um curto tempo. Elemento: Ar.
- Unipsycho - este monstro que mistura um demônio com um monociclo atira poderosas chamas teleguiadas, o que o torna especialmente perigoso em locais abertos onde não existam obstáculos para bloquear seus ataques. Elemento: Fogo.
- Fat Lady - uma dama gorda com pele apodrecida. Apesar de lenta possui muita saúde, garras longas e também solta um tipo de bola de "plasma" extremamente pegajosa e corrosiva. Elemento: Água.
- Strutter - criaturas quadrúpedes que lembram caranguejos. Existem em duas cores: azul (Ice Strutter) e vermelho (Fire Strutter). Seus maxilares enormes quando abertos cospem uma contínua rajada de raios congelantes (imitando o Zero Cannon, no caso do Ice Strutter) ou uma potente explosão de raios de magma (similar ao Magma Cannon, para o Fire Strutter). Elemento: Água (Ice Strutter) ou Fogo (Fire Strutter).
- Ballbuster - este sujeito é rápido, forte e mortal. Ele dispara balas de canhão extremamente velozes e de perto golpeia fisicamente com o canhão embutido em seu braço esquerdo. O alvo pintado em sua barriga deflete projéteis e ataques direcionados a ele, mandando-os de volta a quem o ataca. Elemento: Terra.
- Strongman - com os pesos gêmeos embutidos em suas mãos este inimigo pode causar um tipo de onda de choque muito poderosa, similar a um pequeno terremoto, mas que com um pulo bem calculado pode ser facilmente evitada. Seu porte muscular confere-lhe grande resistência física de combate. Elemento: Terra.
- Tickler - uma espécie de cérebro em forma de bola flutuante, este monstro é perigoso e agressivo. Ele atira raios de energia vermelha de puro ódio e pode voar velozmente na direção de sua presa para mastigá-la com suas mandíbulas enormes. Elemento: Ar.
- Demonbear - criatura que parece um urso ciclope com 4 braços. Possuem garras enormes, cospem um tipo de urro supersônico e pulam bem alto, de modo a cair em cima da vítima para esmagá-la viva ou causar um pequeno mas poderoso terremoto. Elemento: Terra.
- Meanie Beanie - um pequeno palhaço de ventriloquia. Ele pode voar com a hélice em seu chapéu beanie e arremessa mísseis em forma de pinos de boliche que explodem com grande impacto. Elemento: Ar.
- Grinder - um estranho tipo de andarilho demoníaco que veste capuz e toca uma caixa musical com uma metralhadora acoplada que causa grandes danos em curto espaço de tempo. Elemento: Fogo.

### Chefes
- Fortunado L'Etoile (Palhaço) - com suas roupas roxas ele era o Avatara do Elder do Reino Água antes de cair para a corrupção da Criança do Pesadelo. Ele pula, atira pinos de boliche explosivos, gira no ar e cria nuvens de gás onde aterrissa. Fortunado tem 3 vidas diferentes, e você precisará derrotar cada uma delas a fim de salvar o Reino Água.
Na bela Paris dos anos 1700, Fortunado aproveitava-se de sua estatura franzina para atuar como palhaço cantor na "L'Opera Fantastique". Ele se apaixonou perdidamente por Penelope, uma jovem e bela atriz de sua trupe. Esta, porém, era noiva do Capitão Reynard, homem de elite da Guarda Imperial de Napoleão Bonaparte. Reynard revelou-se um homem cruel e possessivo, que constantemente agredia e abusava de Penelope. Fortunado testemunhava tudo sem nada poder fazer. Revoltado, o palhaço tramou matar o carrasco de sua amada. Ele marcou um jantar a três com Reynard em um restaurante elegante e lá mesmo abateu o crápula com uma taça de vinho envenenada com cianureto. Fortunado saiu-se melhor que a encomenda. Porém, Penelope, temendo ser acusada pela morte de Reynard, suicidou-se por afogamento no Rio Siena. Horrorizado, Fortunado apresentou-se às autoridades e confessou o crime. Preso, recusava toda água e comida que lhe era oferecida. À beira da morte por inanição, o ex-palhaço viu quando o Condutor de Estrelas (The Starbearer) apareceu para  oferecer-lhe o pacto de tornar-se Avatar do Reino Água. Ele aceitou, na esperança de redimir o assassinato que cometeu em vida. Caminhando por uma estrada deserta ele logo encontrou o Circo das Almas e passou a ser o Palhaço do Psycho Circus.
- Tiberius MacLir (Minotauro) - o ex-Avatara do Elder do Reino Terra é agora uma gigantesca monstruosidade a serviço do mal. Seu chicote imenso não só desfere violentos golpes capazes de cortar um homem ao meio como também disparam terremotos que podem avassalar toda uma cidade. Vencendo Tiberius, o Reino Terra estará livre novamente.
Tiberius era um hábil caçador que viajava o mundo para caçar e colecionar animais nobres para adicionar aos seus troféus como marcas notáveis de sua destreza. Em uma viagem de safári pela África ele comissionou um grupo de caças - dentre eles um nativo chamado Mtume, excelente caçador de leões que carregava um tipo de arpão velho que parecia ser mágico - para perseguir um lendário leão branco que diziam aterrorizar a região. Após quase duas semanas de busca sem sucesso, o grande leão branco atacou o acampamento e matou quase todos os caçadores. Mtume passou seu arpão mágico a Tiberius e morreu. Ficando cada vez mais obsessivo em pegar o grande animal, Tiberius passou a agir e pensar como a mesma besta que quase o matou. Finalmente, o grande leão branco travou uma última batalha. Tiberius, tendo sido gravemente ferido, matou-o com o arpão de Mtume, mas acabou sendo abatido pelo peso da criatura morta. Só então ele compreendeu completamente a verdadeira natureza das bestas. O Rei das Bestas (The Beast King) ofereceu-lhe o pacto para unir-se ao Circo das Almas. Aceito o pacto, Tiberius passou a caminhar por uma estrada deserta, onde encontrou o Psycho Circus e tornou-se o novo Domador de Animais.
- Matthew Stargrave (Perna-de-Pau) - antes um hábil equilibrista que zelava como o Avatara do Elder pelo Reino Ar, agora é o mais novo lacaio das Trevas. Ele tira seu poder de suas torres de energia localizadas em seu picadeiro pessoal. Não é possível varrer a poluição da Criança do Pesadelo do Reino Ar sem antes tirar Stargrave do seu caminho.
Matthew Stargrave nasceu com deformidades físicas e era constantemente abusado e desprezado por todos à sua volta, inclusive por sua própria família. Ele até teve sua língua arrancada por seu pai, que odiava ouvir seus choros de fome. Tornando-se um garoto mudo, Stargrave fugiu de casa, passando a viver nas ruas. Ele foi adotado pelo padre Josef Fideles, que lhe deu alimento, educação e moradia em sua igreja. Ele adorava equilibrar-se sobre pernas-de-pau e tocar os sinos da torre. Com o padre Fideles o menino mudo aprendeu astronomia, astrologia e sobre constelações. Noites depois, Fideles morreu de um ataque cardíaco repentino. Stargrave, tendo perdido a única pessoa querida de sua vida, subiu ao telhado da torre da igreja e pulou para a morte, mas o Celestial interrompeu a queda e ofereceu-lhe o pacto para integrar o Circo das Almas. Stargrave aceitou e viu-se caminhando por uma estrada deserta até dar de cara com o Circo. A partir de então ele seria o novo Homem das Pernas-de-Pau do elenco do Psycho Circus.
- Jonathon Blackwell (Mágico) - este Avatara que costumava proteger o Reino Fogo de qualquer mal agora está em favor do mal que deveria combater. Ele utiliza como ninguém poderosos ataques de chamas e ainda pode bater em bisbilhoteiros próximos com seu bastão de magma concentrado. Acabe com o show pirotécnico barato de Blackwell e salve o Reino Fogo do mal que o infesta.
Nascido em uma família de nobres da Inglaterra da época do Rei George VI, os Blackwell eram constantemente cobrados e ameaçados pelos soldados reais por causa de dívidas sobre impostos à Coroa contraídas pelo patriarca da família. Jonathon, às escondidas, viu horrorizado quando os soldados invadiram sua mansão e assassinaram toda sua família. Tendo escapado vivo, ele se encheu de ódio e juntou uma turma de ladrões para algum dia assassinar o rei e seus homens. E por anos ele arrecadou a fama de ser o mais perigoso bandido da Inglaterra, "Blackwell O Diabólico", conhecido por assassinar nobres ao invés de simplesmente roubar suas fortunas. Mas um de seus comparsas, Riley, delatou Blackwell ao rei em troca de quarenta moedas de prata - tal como Judas traiu Jesus Cristo em troca de quarenta moedas de prata. Blackwell foi encurralado e caçado em uma casa abandonada em um abismo, onde Riley cortou-lhe o rosto e atirou-o do telhado da casa. Não satisfeito com a traição, Riley queimou-o vivo com uma tocha. Blackwell jurou um dia voltar dos mortos para se vingar, quando o Demônio (The Demon) faz com ele o pacto para um dia ter sua vingança. Ele aceitou, e começou a andar por uma estrada deserta onde logo à frente ficava o Circo das Almas, no qual Blackwell tornou-se o novo Mestre dos Anéis do Psycho Circus.
- A Criança do Pesadelo (The Nightmare Child) - enfim, a raiz de todo o mal que ameaça o universo. Ela tem 3 vidas diferentes: primeiro uma arena cujas paredes possuem milhares de olhos enormes que atiram poderosas bolas de energia; depois a Criança já nascida saindo de seu ovo; e finalmente sua cabeça toma o aspecto de um escorpião gigante. A dificuldade só tende a aumentar e será preciso unir todo o poder dos 4 Elders para destruir este grande mal e salvar todo o universo.

## Considerações técnicas

### Fatores positivos
- Boa jogabilidade, com controles com boa resposta e tempo de ação;
- Gráficos em 3D de forma geral bem feitos e sem muitas falhas poligonais;
- Abundância de sangue e violência (para os que gostam dessa parte);
- Clima sombrio e de tensão bem encaixados à temática do jogo;
- Boa adaptação ao enredo e traçados do tema dos quadrinhos Psycho Circus de Todd McFarlane;
- Fiel representação em 3D dos integrantes originais da banda KISS;
- A inteligência artificial dos inimigos e dos chefes é, de certo modo, bem feita, fazendo com que reajam de forma real e até briguem entre si, ao velho estilo Doom.

### Fatores negativos
- Situações repetitivas, como por exemplo somente matanças atrás de matanças, pegar chaves para abrir portas e começar tudo de novo nas próximas missões;
- Inexistência de quebra-cabeças, enigmas e outros desafios que exijam raciocínio e atenção por parte do jogador a fim de se quebrar a monotonia citada acima;
- Ausência de algum detalhe peculiar, habilidade única ou algum tipo de diferenciação entre os 4 Avataras/Elders, o que tornaria cada um único (para mais ou para menos prazeroso) de se jogar;
- Variedade de inimigos relativamente baixa e pouco criativa (só por citação, existem vários inimigos para o elemento ar, enquanto o elemento terra tem menos (apenas 2));
- Determinados efeitos 3D não são tão bem feitos, como água, reflexos em vidro e outros do tipo;
- As armas (em especial Scourge, Zero Cannon, Magma Cannon e Windblade) deveriam ser mais criativas, elaboradas e, sobretudo, diferentes - numa questão de uso prático e desenho - para cada Avatar.

### Quesito final
Infelizmente, mesmo utilizando a LithTech 1.5, que é uma versão aprimorada da engine LithTech original, KISS Psycho Circus: The Nightmare Child faz o tipo que diverte nos primeiros 30 minutos, mas depois acaba caindo numa "rotina de sangue e chaves para destrancar portas" que parece nunca ter fim. A falta de desafios para testar a inteligência e o raciocínio do jogador, somada à "igualdade" desgastante dos 4 heróis e ao baixo fervor aplicado pelos inimigos torna algo como do tipo "um jogo bom, mas que poderia ser muito melhor". Mas os bons gráficos, música de fundo e efeitos sonoros arrepiantes, tema com base nos quadrinhos de Psycho Circus e a reação de forma real por parte dos inimigos compensam um pouco tais falhas, o que ajuda a segurar os ânimos por um tempo. Numa quotação de 1.0 a 10.0, uma nota como 8.7 é a que melhor se encaixa para este jogo.

## Repercussões
Assim como a própria banda Kiss, o jogo Kiss Psycho Circus: The Nightmare Child sofreu as mesmas perseguições e censuras: pelo lado das entidades religiosas, principalmente pelas Igrejas Católica, Evangélica e Protestante, existia a acusação de que a banda incentivava adoração ao Satanismo - já que se especulava que o nome Kiss era uma sigla ou acrônimo para "Knights In Satan Service (Cavaleiros em Serviço de Satã)". Também, na Alemanha houve a alegação de que as letras "SS" de Kiss fariam alusão à antiga organização nazista Schutzstaffel, vulgarmente chamada de "SS", fato que incomodou e chocou profundamente a Europa, em maior parte as civilizações judaicas, ciganas, homossexuais e todas aquelas que no passado sofreram perseguições por parte da Alemanha nazista de Adolf Hitler.